# Seau de Newton
 (avril 2013).
Si vous disposez d'ouvrages ou d'articles de référence ou si vous connaissez des sites web de qualité traitant du thème abordé ici, merci de compléter l'article en donnant les références utiles à sa vérifiabilité et en les liant à la section « Notes et références ».

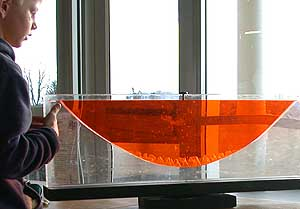
Forme parabolique d'un fluide en rotation.

Le seau de Newton est une expérience scientifique qui consiste à faire tourner un seau à la vitesse angulaire {\displaystyle \omega _{0}}. On observe alors que la surface de l'eau s'est creusée et a pris la forme d'un paraboloïde de révolution (c’est-à-dire que sa méridienne est une parabole). L'équation en est :
{\displaystyle mgz-m\omega _{0}^{2}r^{2}/2=cste}
Si on verse de l'huile colorée, la surface de séparation aura la même forme.

## Principe de Mach
Le problème d'Isaac Newton (quasi-philosophique) était de savoir si c'était le seau qui tournait ou bien l'univers qui tournait autour du seau (le seau tournant étant bien sûr une image pour la Terre pivotant sur elle-même). Ernst Mach prétendit vers 1890 qu'on ne pouvait rien dire, par relativité généralisée (cf. relativité totale de Huygens) : c'est le principe de Mach. En réalité, la relativité générale prévoit bien un effet dit « effet Thirring massif ». 
[Quand ?], une expérience fut tentée, où on faisait tourner un énorme cylindre de béton, avec juste une petite cavité centrale emplie de mercure. On espérait voir un miroir concave se former. Mais l'effet prédit était si faible que l'expérience fut douteuse.
Le rayon de courbure de la parabole méridienne est p = g/{\displaystyle \omega _{0}^{2}} : en réglant convenablement la vitesse de rotation cela permet, par congélation, d'obtenir un beau paraboloïde. On opère avec du verre fondu, et cela donne de beaux miroirs de télescope. Le problème est toujours le même : pas de vibrations, pas d'inhomogénéité thermique dans le verre qui refroidit très mal.
Les courbes orthogonales sont des exponentielles dont la sous-tangente verticale est p : on peut le vérifier aisément en faisant tourner un grand cristallisoir empli d'eau et en collant à divers endroits l'extrémité d'une chaînette de bouchons de liège.
Au Palais de la découverte, à Paris, on fait pousser de l'herbe sur un plateau tournant : on peut ainsi vérifier que la sous-tangente est la même partout sur le plateau, quelle que soit l'herbe.